# Djertou Hossere Lesdi
Djertou Hossere Lesdi est un village de la commune de Belel situé dans la région de l'Adamaoua et le département de la Vina au Cameroun.

## Population
Lors du recensement de 2005, on y a dénombré 816 habitants.
En 2015, Djertou Hossere Lesdi comptait 1 050 habitants dont 529 hommes et 521 femmes. En terme d'enfants, le village comptait 112 nourrissons (0-35 mois), 19 nourrissons (0-59 mois), 66 enfants (4-5 ans), 246 enfants (6-14 ans), 194 adolescents (12-19 ans), 364 jeunes (15-34 ans).